# Tympanocryptis intima
Tympanocryptis intima — вид ігуаноподібних ящірок родини агамових (Agamidae). Ендемік Австралії.

## Поширення і екологія
Tympanocryptis intima мешкають на сході Південної Австралії, на заході Квінсленду, на північному сході Нового Південного Уельсу та на крайньому сході Північної Території. Вони живуть в кам'янистих пустелях та на спінніфексових луках у басейні озера Ейр. Живляться комахами та іншими дрібними безхребетними. Відкладають яйця, в кладці 8 яєць.